# Zápas na Letních olympijských hrách 1984 – muži, řecko-římský do 74 kg
Zápas řecko-římský ve váhové kategorii do 74 kg probíhal na Letních olympijských hrách 1984 v Anaheimském Convention Center. O medaile se utkalo celkem 17 zápasníků.

## Turnajové výsledky
Zápasníci jsou rozděleni do dvou skupin. Je aplikován systém na dvě porážky.
Legenda
- TF — Lopatkové vítězství
- ST — Vítězství na technickou převahu, 12 bodů rozdíl
- PP — Vítězství na body, 1-7 bodů rozdíl, poražený s body
- PO — Vítězství na body, 1-7 bodů rozdíl, poražený bez bodů
- SP — Vítězství na body, 8-11 bodů rozdíl, poražený s body
- SO — Vítězství na body, 8-11 bodů rozdíl, poražený bez bodů
- P0 — Vítězství pro pasivitu, protivník bez bodů
- P1 — Vítězství pro pasivitu, vedoucí 1-7 bodů
- PS — Vítězství pro pasivitu, vedoucí 8-11 bodů
- DC — Vítězství z rozhodnutí, skóre 0-0
- PA — Vítězství pro soupeřovo zranění
- DQ — Vítězství pro soupeřovu diskvalifikaci
- DNA — Nenastoupil
- L — Porážky
- ER — Kolo vyřazení
- CP — Klasifikační body
- TP — Technické body

### Skupiny

#### Skupina A
| L      |                           | CP        | TP     |                           | L      |        |
| Kolo 1 | Kolo 1                    | Kolo 1    | Kolo 1 | Kolo 1                    | Kolo 1 | Kolo 1 |
| ------ | ------------------------- | --------- | ------ | ------------------------- | ------ | ------ |
| 1      | Oscar Strático (ARG)      | 0-4 ST    | 0-12   | Karl-Heinz Helbing (FRG)  | 0      |        |
| 0      | Kim Young-Nam (KOR)       | 3-1 PP    | 12-6   | Christopher Catalfo (USA) | 1      |        |
| 1      | Issam Awarke (LIB)        | 0-4 ST    | 0-13   | Martial Mischler (FRA)    | 0      |        |
| 1      | Takahiro Mukai (JPN)      | 1-3 PP    | 9-10   | Celal Taşkıran (TUR)      | 0      |        |
| 0      | Roger Tallroth (SWE)      |           |        | Bye                       |        |        |
| Kolo 2 |                           |           |        |                           |        |        |
| 0      | Roger Tallroth (SWE)      | 4-0 ST    | 12-0   | Oscar Strático (ARG)      | 2      |        |
| 1      | Karl-Heinz Helbing (FRG)  | 1-3 PP    | 2-7    | Kim Young-Nam (KOR)       | 0      |        |
| 1      | Christopher Catalfo (USA) | 4-0 DQ    | 1:40   | Issam Awarke (LIB)        | 2      |        |
| 0      | Martial Mischler (FRA)    | 4-0 ST    | 13-1   | Takahiro Mukai (JPN)      | 2      |        |
| 0      | Celal Taşkıran (TUR)      |           |        | Bye                       |        |        |
| Kolo 3 |                           |           |        |                           |        |        |
| 1      | Celal Taşkıran (TUR)      | 0-3.5 PS  | 5:13   | Roger Tallroth (SWE)      | 0      |        |
| 2      | Karl-Heinz Helbing (FRG)  | .5-3.5 SP | 3-13   | Christopher Catalfo (USA) | 1      |        |
| 0      | Kim Young-Nam (KOR)       | 3-1 PP    | 7-3    | Martial Mischler (FRA)    | 1      |        |
| Kolo 4 |                           |           |        |                           |        |        |
| 2      | Celal Taşkıran (TUR)      | 1-3 PP    | 3-9    | Kim Young-Nam (KOR)       | 0      |        |
| 0      | Roger Tallroth (SWE)      | 3.5-.5 SP | 13-4   | Christopher Catalfo (USA) | 2      |        |
| 1      | Martial Mischler (FRA)    |           |        | Bye                       |        |        |
| Finále |                           |           |        |                           |        |        |
|        | Kim Young-Nam (KOR)       | 3-1 PP    | 7-3    | Martial Mischler (FRA)    |        |        |
|        | Martial Mischler (FRA)    | 0-3.5 PS  | 5:46   | Roger Tallroth (SWE)      |        |        |
|        | Roger Tallroth (SWE)      | 3.5-0 SO  | 11-0   | Kim Young-Nam (KOR)       |        |        |

| Zápasník                  | L | ER | CP  | Final |
| ------------------------- | - | -- | --- | ----- |
| Roger Tallroth (SWE)      | 0 | -  | 11  | 7     |
| Kim Young-Nam (KOR)       | 0 | -  | 12  | 3     |
| Martial Mischler (FRA)    | 1 | -  | 9   | 1     |
| Christopher Catalfo (USA) | 2 | 4  | 9   |       |
| Celal Taşkıran (TUR)      | 2 | 4  | 4   |       |
| Karl-Heinz Helbing (FRG)  | 2 | 3  | 5.5 |       |
| Takahiro Mukai (JPN)      | 2 | 2  | 1   |       |
| Issam Awarke (LIB)        | 2 | 2  | 0   |       |
| Oscar Strático (ARG)      | 2 | 2  | 0   |       |

#### Skupina B
| L      |                         | CP        | TP     |                         | L      |        |
| Kolo 1 | Kolo 1                  | Kolo 1    | Kolo 1 | Kolo 1                  | Kolo 1 | Kolo 1 |
| ------ | ----------------------- | --------- | ------ | ----------------------- | ------ | ------ |
| 1      | Jeff Stuebing (CAN)     | 0-4 ST    | 0-12   | Ștefan Rusu (ROU)       | 0      |        |
| 1      | Ali Hussain Faris (IRQ) | 0-4 ST    | 0-12   | Jouko Salomäki (FIN)    | 0      |        |
| 1      | Romelio Salas (COL)     | 1-3 PP    | 5-12   | Mohamed Hamad (EGY)     | 0      |        |
| 0      | Karolj Kasap (YUG)      | 3.5-.5 SP | 13-3   | Abdelaziz Tahir (MAR)   | 1      |        |
| Kolo 2 |                         |           |        |                         |        |        |
| 1      | Jeff Stuebing (CAN)     | 4-0 TF    | 4:56   | Ali Hussain Faris (IRQ) | 2      |        |
| 1      | Ștefan Rusu (ROU)       | 1-3 DC    | 0-0    | Jouko Salomäki (FIN)    | 0      |        |
| 2      | Romelio Salas (COL)     | 0-4 ST    | 0-13   | Karolj Kasap (YUG)      | 0      |        |
| 0      | Mohamed Hamad (EGY)     | 3-1 DC    | 0-0    | Abdelaziz Tahir (MAR)   | 2      |        |
| Kolo 3 |                         |           |        |                         |        |        |
| 2      | Jeff Stuebing (CAN)     | 0-3 PO    | 0-3    | Jouko Salomäki (FIN)    | 0      |        |
| 1      | Ștefan Rusu (ROU)       | 4-0 ST    | 14-0   | Mohamed Hamad (EGY)     | 1      |        |
| 0      | Karolj Kasap (YUG)      |           |        | Bye                     |        |        |
| Kolo 4 |                         |           |        |                         |        |        |
| 1      | Karolj Kasap (YUG)      | 1-3 PP    | 2-4    | Ștefan Rusu (ROU)       | 1      |        |
| 0      | Jouko Salomäki (FIN)    | 4-0 ST    | 12-0   | Mohamed Hamad (EGY)     | 2      |        |
| Finále |                         |           |        |                         |        |        |
|        | Ștefan Rusu (ROU)       | 1-3 DC    | 0-0    | Jouko Salomäki (FIN)    |        |        |
|        | Karolj Kasap (YUG)      | 1-3 PP    | 2-4    | Ștefan Rusu (ROU)       |        |        |
|        | Jouko Salomäki (FIN)    | 1-3 PP    | 1-5    | Karolj Kasap (YUG)      |        |        |

| Zápasník                | L | ER | CP  | Final |
| ----------------------- | - | -- | --- | ----- |
| Jouko Salomäki (FIN)    | 0 | -  | 14  | 4     |
| Ștefan Rusu (ROU)       | 1 | -  | 12  | 4     |
| Karolj Kasap (YUG)      | 1 | -  | 8.5 | 4     |
| Mohamed Hamad (EGY)     | 2 | 4  | 6   |       |
| Jeff Stuebing (CAN)     | 2 | 3  | 4   |       |
| Abdelaziz Tahir (MAR)   | 2 | 2  | 1.5 |       |
| Romelio Salas (COL)     | 2 | 2  | 1   |       |
| Ali Hussain Faris (IRQ) | 2 | 2  | 0   |       |

### Finále
|                        | CP               | TP               |                      |                  |
| Zápas o 5. místo       | Zápas o 5. místo | Zápas o 5. místo | Zápas o 5. místo     | Zápas o 5. místo |
| ---------------------- | ---------------- | ---------------- | -------------------- | ---------------- |
| Martial Mischler (FRA) | 1-3 PP           | 3-6              | Karolj Kasap (YUG)   |                  |
| Zápas o 3. místo       |                  |                  |                      |                  |
| Kim Young-Nam (KOR)    | 1-3 PP           | 1-6              | Ștefan Rusu (ROU)    |                  |
| Finálový zápas         |                  |                  |                      |                  |
| Roger Tallroth (SWE)   | 1-3 PP           | 4-5              | Jouko Salomäki (FIN) |                  |

## Finálové pořadí
1. Jouko Salomäki (FIN)
2. Roger Tallroth (SWE)
3. Ștefan Rusu (ROU)
4. Kim Young-Nam (KOR)
5. Karolj Kasap (YUG)
6. Martial Mischler (FRA)
7. Christopher Catalfo (USA)
8. Mohamed Hamad (EGY)